# Mwembe (Same)
Mwembe ist ein Verwaltungsbezirk (Ward) des Distrikts Same in der tansanischen Region Kilimandscharo.

## Geografie
Mwembe  liegt im Nordosten von Tansania, im westlichen Bereich des Südlichen Pare-Gebirges und rund 110 Kilometer Luftlinie südöstlich der Regionshauptstadt Moshi.
Der Bezirk grenzt im Norden an Vumari, im Osten an Mhezi und Vudee, im Süden an Bangalala, im Westen an Stesheni und im Nordwesten an Kisima. Bei der Volkszählung 2022 lebten 6910 Menschen in 1672 Haushalten auf einer Fläche von 111,8 Quadratkilometern.

## Gliederung
Der Bezirk besteht aus drei Gemeinden (Mtaa) mit 18 Orten (Kitongoji):
| Mwembe - Kirinjiko - Kimunyu - Manyata - Daghaseta - Msalaka - Barazani - Kaloleni - Miringa | Chajo - Mareti - Mighareni - Mbuyuni - Nkomankwav | Nasuro - Nasuro - Hevizumbu - Viserere - Siki - Kavateta - Kampunzi |

## Wirtschaft und Infrastruktur
- Bildung: In Mwembe gibt es zwei weiterführende Schulen.[8] Die Kasempombe Secondary School ist eine staatliche Schule, die Mädchen und Burschen bis zur 4. Stufe ausbildet.[9] Die Kirinjiko Islamic Secondary School bietet eine Ausbildung als Tagesschule und auch eine Unterbringung in einem Internat an.[10]
- Gesundheit: Im Bezirk liegen zwei staatliche Apotheken, je eine in den Orten Mwembe[11] und Chajo.[12]
- Bodenschätze: In Mwembe wird Bauxit abgebaut.[13]